# 東尾修監修・プロ野球スタジアム'91
『東尾修監修・プロ野球スタジアム'91』（ひがしおおさむかんしゅう プロやきゅうスタジアムきゅうじゅういち）は、1991年8月9日に徳間書店インターメディアから発売されたプロ野球を題材にしたゲームボーイ用ソフトである。
元プロ野球･西武ライオンズ投手、東尾修の監修で最大の特徴としては、選手の実名化とピッチャーの投球に、バー式を初めて持ち込み、高低差と選手の失投のし易さを再現した。他に、ホームベース上でキャッチャーがボールを持っていてランナーが突っ込んだ場合、Bボタンの連打でキャッチャーを押し倒しホームインする事ができた。
その後、ファミリーコンピュータで92年版、スーパーファミコンで一作作られている。